# 方杰 (填詞人)
方（1978年4月19日—），原名方俊傑，香港填詞人。2000年畢業於香港中文大學社會學系，2003年簽約於「雷頌德製作公司」，開始展開填詞工作，第一首作品是《好心好報》，亦是香港電台十大中文金曲之一。曾任《壹週刊》編輯，由他撰寫之電視節目表向以文筆風趣見稱。現職商業電台。
他也是伯樂音樂學院填詞學院的導師。由他填詞的《好心好報》、《好好戀愛》及《分手要狠》都曾打入香港電台十大中文金曲。
在大學求學時，方俊傑便為《壹週刊》打工，畢業後一直留職，一晃眼便做了15年，其中一樣最為人稱道的，是寫出有個人風格的電視節目表。後來轉到商台供職，每周在電台大談影視動向，也為報章寫專欄。
方俊傑在2021年8月已舉家移民到英國。由於疫情使電台很多運作都搬到網上去，因此時至今日，仍然在大氣電波聽到方俊傑主持的節目。

## 填詞作品列表
（內為該年發表作品數目）

### 2003年（6首）
|                                                                               |                                                                                          |
| - 方力申 - 好心好報 - 方力申、鄧麗欣 - 好心好報（合唱版） - 陳慧琳 - 安份守己 | - 鄭中基 - 八 二十八 八十八 - 黎 明、陳慧琳、香港兒童合唱團 - 給孩子熱愛 - 盧巧音 - 暗花 |

### 2004年（25首）
| | |
| - Cookies - 派對動物 - Cookies - 粉紅救兵 - Cookies - 4 in love - Ping Pung - 潮爆 - Ping Pung - 殺她死 - Ping Pung - 我話事 - Ping Pung - 不聰明 - Ping Pung - 二十世紀少年 - Ping Pung - 講清楚 - Toby @ 女生宿舍 - 望星打卦 - 方力申 - 你夠幸福嗎 - 方力申 - 拖拖拉拉 - 方力申 - 好好戀愛 | - 方力申 - 人間天使 - 方力申、鄧麗欣 - 好好戀愛（合唱版） - 容祖兒 - 天氣報告 - 容祖兒 - S.O.S. - 梁漢文 - 夠朋友 - 梁漢文 - 三千年開花 - 許志安 - 失眠都要睡 - 許志安 - 明日之後 - 陳慧琳 - 別來無恙 - 陳慧琳 - 以退為進 - 陳慧琳 - 小女人 - 鄭中基 - 瑜伽 |

### 2005年（8首）
|                                                                                   |                                                                                   |
| - 方力申 - ABC君 - 方力申 - 密碼 - 方力申、傅 穎 - 自欺欺人 - 容祖兒 - 去火星戀愛 | - 側 田 - Superstar - 葉文輝 - 口琴 - 劉浩龍 - 94340634 - 應昌佑 Feat. 衛 蘭 - 24 |

### 2006年（25首）
| | |
| - 王浩信 - 誘心人 - 古巨基、楊千嬅 - 和諧創希望 - 吳雨霏 - 假想敵 - 吳雨霏 - 座右銘 - 周麗淇 - 傻笑最好 - 林 泳 - 自卑男 - 容祖兒 - 金銀島 - 側 田 - 運 - 側 田 - 夢女 - 側 田 - 走音 - 側 田 - 感動 - 側 田 - 有火 - 側 田 - 頭條新聞 | - 側 田 - 水浸 - 側 田、楊千嬅 - 橙色暑假 - 郭芯其 - 男人不會說分手 - 陳小春 - 無錯 - 陳慧琳 - 毫無保留 - 葉文輝 - 沒有童話 - 葉文輝 - 颱風 - 鄭中基 - 三生有幸 - 關楚耀 - 十年樹木 - 關楚耀 - 馬拉松 - 關楚耀 - 大喊包 - 關楚耀、譚詠麟 - 大喊包（合唱版） |

### 2007年（25首）
| | |
| - 小 肥 - 寵物 - 小 肥 - 大條道理 - 方力申 - 皇后 - 吳雨霏 - Control - 吳雨霏 - Mr Sorry - 吳雨霏 - 失控 - 吳雨霏 - 怕 - 李卓庭 - 地獄少女 - 范萱蔚 - 你是我的石頭 - 側 田 - 紅地氈 - 側 田 - 遲鈍 - 側 田 - 貝殼 - 側 田 - 難關 | - 區俊濤 - 恩將仇報 - 區俊濤 - 貪靚 - 陳柏宇 - 萬中無一 - 傅 穎 - 不能哭了 - 鄧麗欣 - 你好嗎？ - 鄧麗欣 - 12:03分手 - 鄧麗欣 - 金光燦爛 - 關楚耀 - 底牌 - 關楚耀 - 你當我什麼 - 關楚耀 - 高手 - 關楚耀 - 羽海野千花 - 關楚耀 - 大人 |

### 2008年（23首）
| | |
| - 小 肥 - 不平安夜 - 方力申 - 認命 - 方力申 - 死守 - 方力申 - 好歌 - 吳雨霏 - 分手要狠 - 吳雨霏 - 未來的人 - 吳雨霏 - 射燈在此 - 吳雨霏 - 長不大 - 李卓庭 - 工作狂人 - 李卓庭 - 響 - 胡杏兒 - 單身旅行 - 側 田 - 躍動的心 | - 側 田 - 三十日 - 側 田 - 闊太 - 側 田 - 側太 - 張敬軒 - 狐 - 傅 穎 - 大難不死 - 裕 美 - 夜神月 - 鄧麗欣 - 其實我想…… - 鄧麗欣、吳雨霏 - 絕代雙嬌 - 鍾舒漫 - I Don't Care - 關楚耀 - 飄過 - 關楚耀 - 向上 |

### 2009年（20首）
| | |
| - 小 肥 - 十二年沒有冬天 - 小 肥 - 兒童節謀殺案 - 小 肥 - 六月十三 - 小 肥 - 紅葉 - 小 肥 - 國慶日 - 小 肥 - 寵物的畢業禮 - 小 肥、陳思彤 - 世間始終你好 - 方力申 - 面目全非 - 方力申 - 怪異集 - 方力申、鄧麗欣 - 七年 | - 方力申、吳雨霏、廖夢樂 - 三位一體 - 胡杏兒 - 戀愛妄想 - 唐素琪 - 不要講很愛我 - 唐素琪 - 定格 - 唐素琪 - 最佳女配角 - 側 田 - B.O.K. - 側 田、唐素琪 - 星火 - 梁漢文 - 痛快 - 許懷欣 - 變形金剛 - 傅 穎 - 花吃了這女孩 |

### 2010年（14首）
| | |
| - Kary & Hardpack - 絕配 - 朱紫嬈 - 啞忍 - 朱紫嬈 - 我愛你很多（廣東版） - 朱紫嬈 - 投影 - 李悅君 - 我們不是 - 周麗淇 - 搖籃曲 - 側 田 - 無限大 | - 側 田 - 原來你什麼都想要 - 側 田 - Second Best - 側 田 - 信口開河 - 側 田 - 膚淺 - 側 田 - Saranghae - 傅 穎 - 黑房 - 楊千嬅 - 偷生 |

### 2011年（6首）
|                                                       |                                                      |
| - 小 肥 - 眼淚花 - 小 肥 - 還未睡 - 吳雨霏 - 肌膚之親 | - 吳雨霏 - Love More - 吳雨霏 - 救命 - 吳雨霏 - 水點 |

### 2012年（2首）
|                   |                   |
| - 陳僖儀 - 姊妹團 | - 曾國琿 - 細路哥 |

### 2013年（1首）
|                 |  |
| - 楊愛瑾 - 綿羊 |  |

### 2014年（3首）
|                                        |                   |
| - 側 田 - 一粒糖 - 側 田 - I Miss Love | - 許志安 - 下半世 |

### 2015年（1首）
|                      |  |
| - 側 田 - 下次無下次 |  |

### 2016年（4首）
|                                   |                                               |
| - 方力申 - 捨．得 - 張美儀 - 沙堆 | - 陳慧琳 - 偽君子 - 陳慧琳 - 你的語言是威士忌 |

### 2017年（2首）
|                |                      |
| - 側 田 - 一念 | - 側 田 - UPSIDEDOWN |

### 2018年（3首）
|                                 |                 |
| - 側 田 - 半杯入魂 - 側 田 - ❓ | - 張衛健 - 蜜運 |

### 2022年（5首）
|                                                             |                                                                   |
| - 側 田 - 悲中帶喜 - 側 田 - 窮L情歌 - 側 田 - 第一秒（國） | - 側 田 Feat. Ted Lo - 大象席地而坐 - 側 田 Feat. Ted Lo - 第一秒 |

## 經常合作歌手
括號內為最近為其填詞的作品
37首
- 側田 《第一秒（國）》

17首
- 方力申 《捨．得》
- 吳雨霏 《絕配》

12首
- 小肥 《還未睡》

10首
- 關楚耀 《向上》

8首
- 陳慧琳 《你的語言是威士忌》
- 鄧麗欣 《七年》

6首
- Ping Pung 《講清楚》

5首
- 傅穎 《黑房》

4首
- 唐素琪 《最佳女配角》
- 容祖兒 《金銀島》

3首
- 許志安 《下半世》
- 朱紫嬈 《投影》
- 楊千嬅 《偷生》
- 梁漢文 《痛快》
- 李卓庭 《響》
- 葉文輝 《颱風》
- 鄭中基 《三生有幸》
- Cookies 《4 in love》

2首
- 周麗淇 《搖籃曲》
- 胡杏兒 《戀愛妄想》
- 區俊濤 《貪靚》

## 外部連結
- 方於伯樂音樂學院網站的簡介 （页面存档备份，存于）
- 方個人網誌 （页面存档备份，存于）
- 方俊傑Facebook專頁
- 方俊傑｜DJ主持｜商業電台881903.com （页面存档备份，存于）